# 呂克·德容
呂克·德容（荷蘭語：Luuk de Jong，發音：[ˈlyɡ də ˈjɔŋ]；1990年8月27日—）是一位荷蘭職業足球運動員，在場上司職前鋒。現時效力于葡萄牙足球超级联赛俱乐部波圖。他曾代表荷蘭國家足球隊參賽。

## 早期生活
呂克·德容出生在瑞士埃格勒，他的父母是荷蘭排球運動員。在德容4歲時，全家搬回荷蘭。當時他的哥哥西姆·德容六歲。
他的足球生涯開始於6歲時他和他的哥哥一起加入杜廷赫姆的業餘球隊DZC '68。他們二人後來都被當地職業球隊迪加史卓普發現。呂克一直留在迪加史卓普，不過西姆則被阿賈克斯發掘並轉會阿賈克斯。

## 俱樂部生涯

### 迪加史卓普
德容的首場荷甲是一場迪加史卓普對NAC比達的比賽，他在這場比賽中作爲替補出場。在之後的一場對海倫芬的比賽中他只是替補。但之後他取得了首發地位。在迪加史卓普對威廉二世的聯賽比賽中，德容首發出場，並助攻本·薩哈爾進球，這場比賽迪加史卓普以1–0取勝。他的首個荷甲進球是在迪加史卓普主場對特温特時取得的，他的進球使比分改寫為2–1。但之後德容手球犯規，使特温特得到一個點球機會，這場比賽特温特最終以2–2結束。他的第二個進球是在迪加史卓普主場對赫拉克勒斯時打進，幫助迪加史卓普以1–0取勝。在迪加史卓普主場對NEC奈梅亨的比賽中，他腳踝受傷在上半場就被換下。德容在升降級附加賽時傷愈復出。他在迪加史卓普主場對瓦爾韋克的比賽中打入進球，但這不足以使得迪加史卓普保級。

### 特温特
2009年4月6日，有消息證實德容和特温特簽約三年，他的合約開始于2009年7月1日。他首次代表特温特出場是在特温特對SC的一場盃賽比賽，在這場比賽中德容在下半場替補出場。他貢獻了兩次助攻，幫助球隊8–0取勝。他在盃賽特温特對卡普勒的比賽中打入了自己在特温特的首兩個進球。

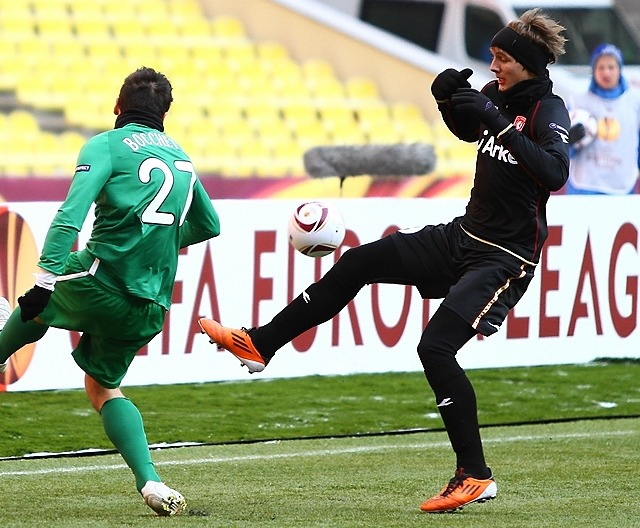
盧克·德容（右）在2011年歐洲聯賽對喀山红宝石的比賽上

德容首次參加歐洲聯賽是在特温特對舍里夫的比賽，他在這場比賽中替代斯托赫出場。他也在對費內巴赫的比賽中替補上場。他在盃賽特温特對赫爾蒙德體育的比賽中打入兩個進球，幫助球隊以3–0獲勝。在特温特客場對烏德勒支的比賽中，德容在90分鐘時替補堅尼夫·佩雷斯出場，這是他首次代表特温特參加荷甲。由於巴拉斯·古科受傷，德容得以在歐洲聯賽淘汰賽特温特對云达不来梅出場。他在歐洲聯賽的首個進球是在特温特客場對云达不来梅時打進。
德容在特温特的首個荷甲進球是在2010年2月28日特温特主場對NEC奈梅亨時打入，特温特在這場比賽以2–1取勝。他在荷甲的第二個進球是2010年4月10日特温特主場對海倫芬比賽時取得，特温特在這場比賽以2–0獲勝。德容在2010年特温特對阿賈克斯的荷蘭超級盃賽事中發揮重要作用，他在比賽8分鐘時打入制勝進球。德容在8月16日歐冠特温特對本菲卡的附加賽中出場。 Four days later he scored his first Eredivisie goal of the campaign in a 5–1 demolition of SC Heerenveen.。在兩周之後，德容在他生日當天打進兩球，幫助球隊以4–1的比分戰勝VVV芬洛。
2012年1月21日，德容在對瓦爾韋克的比賽中打入兩個進球，特温特以5–0戰勝對手。在之後對格羅寧根的比賽中，德容上演帽子戲法，並且還有一次助攻。這場比賽特温特以4–1獲勝，並且攀升至積分榜第二位。2月10日，德容在特温特對赫拉克勒斯的比賽中打入兩個進球，但特温特還是以3–2輸球。這兩個進球意味著德容在過去的三場荷甲比賽中打入七個進球。
3月4日，德容在特温特客場6–2戰勝冠軍競爭者PSV埃因霍温的比賽中打入一球。在四天之後特温特對沙爾克04的比賽上，德容製造了一個點球並自己主罰命中，特温特在這場比賽中以1–0取勝。不過特温特並未能晉級，他們在客場4–1不敵對手。
在4月14日特温特對客場對NAC布雷達的比賽中，德容打入兩個進球，但NAC布雷達在補時階段打入進球，使得特温特未能縮小和奪冠對手阿賈克斯之間的積分差距。在這一賽季德容打入25個進球，位居荷甲第二，僅次於巴斯·多斯特。在2011-12賽季結束時，德容表示他希望離隊。有多個歐洲俱樂部都對德容有興趣，包括英超球隊纽卡斯尔联。

### 門興格拉德巴赫
2012年7月18日，德容加盟德甲球隊门兴格拉德巴赫，簽約五年，轉會費1500万歐元（1260万英鎊）。在轉會八個月之後，德容表示德甲是個「開發球員能力的好地方」。
他首次代表門興格拉德巴赫出場是在门兴格拉德巴赫對慕尼黑1860的一場比賽上。雖然這場比賽门兴格拉德巴赫以4–2獲勝，德容卻對球隊沒有太大貢獻。8月21日，德容首次代表门兴格拉德巴赫在歐洲賽事中出場。這是一場门兴格拉德巴赫對基輔迪納摩的歐冠預選賽，门兴格拉德巴赫最終以3–1取勝。德容在门兴格拉德巴赫的首個進球是在9月15日门兴格拉德巴赫對紐倫堡的比賽上打入的，這場比賽门兴格拉德巴赫以3–2取勝。不過德容後來失去了一隊的首發位置，他在這個賽季只出場23次，打入6個進球。在這個賽季即將結束時，德容反復重申他有自信證明他是最好的前鋒。不過在2013-14賽季，德容代表一隊出場次數仍然有限。在上半賽季他只出場14次。

### 纽卡斯尔联（外借）

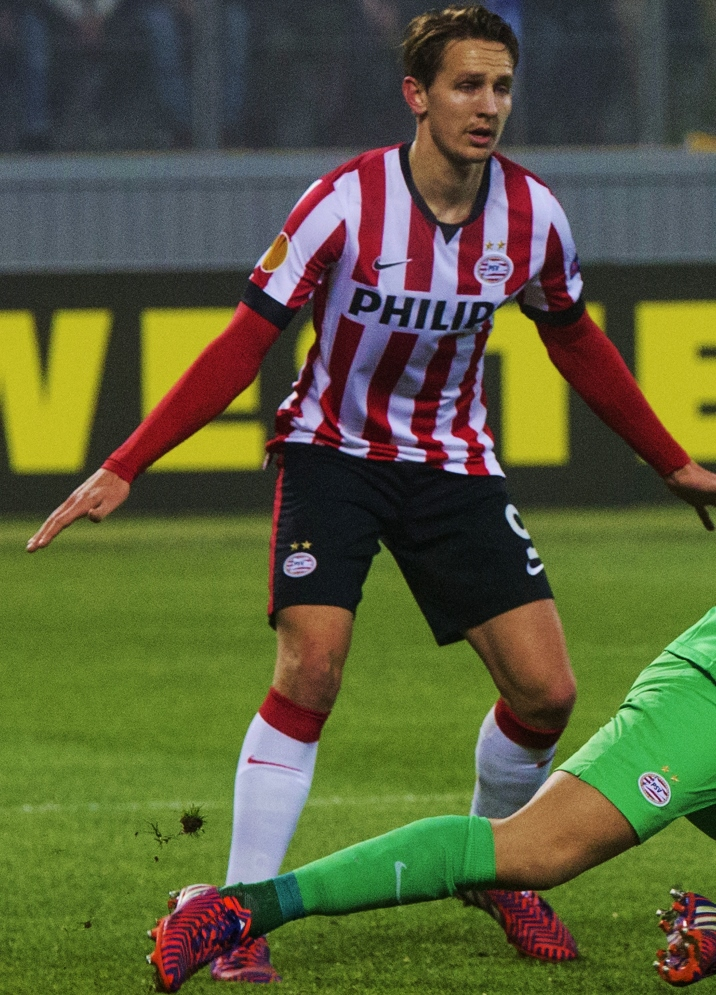
德容在2014年加入PSV埃因霍温

2014年1月29日，德容被外借至英超球隊纽卡斯尔联，直至賽季結束。2月1日，在紐卡斯爾對桑德蘭的泰恩威爾德比中，德容首次代表紐卡出場。2014年5月，在代表紐卡素出場12次卻未能打入任何進球之後，德容被宣佈將重返门兴格拉德巴赫。

### PSV埃因霍温
2014年7月12日，德容和PSV埃因霍温簽訂了一份爲期五年的合同，轉會費是550万歐元。在轉會埃因霍温之後，德容表示他當時轉會德國是個錯誤。德容在歐洲聯賽預選賽第三輪埃因霍温對聖珀爾滕的比賽中首次代表埃因霍温出場，他在比賽中梅開二度，埃因霍温最終以4-2晉級。8月31日，德容打入了自己在埃因霍温的首個聯賽進球，這場比賽埃因霍温以2-0戰勝维特斯。
2014年12月17日，德容上演了自己在埃因霍温主場4-3戰勝费耶诺德的比賽中上演自己在埃因霍温德首個帽子戲法。2015年2月13日，在埃因霍温4-2戰勝AZ的比賽中他第二次上演帽子戲法。在4月18日埃因霍温4–1戰勝海倫芬，奪得俱樂部第22個荷甲冠軍的比賽上，德容同樣梅開二度。

### 塞维利亚
2019年夏天，西甲球會塞维利亚從PSV埃因霍温簽下前锋卢克·德容，合约到2023年。

## 國家隊生涯

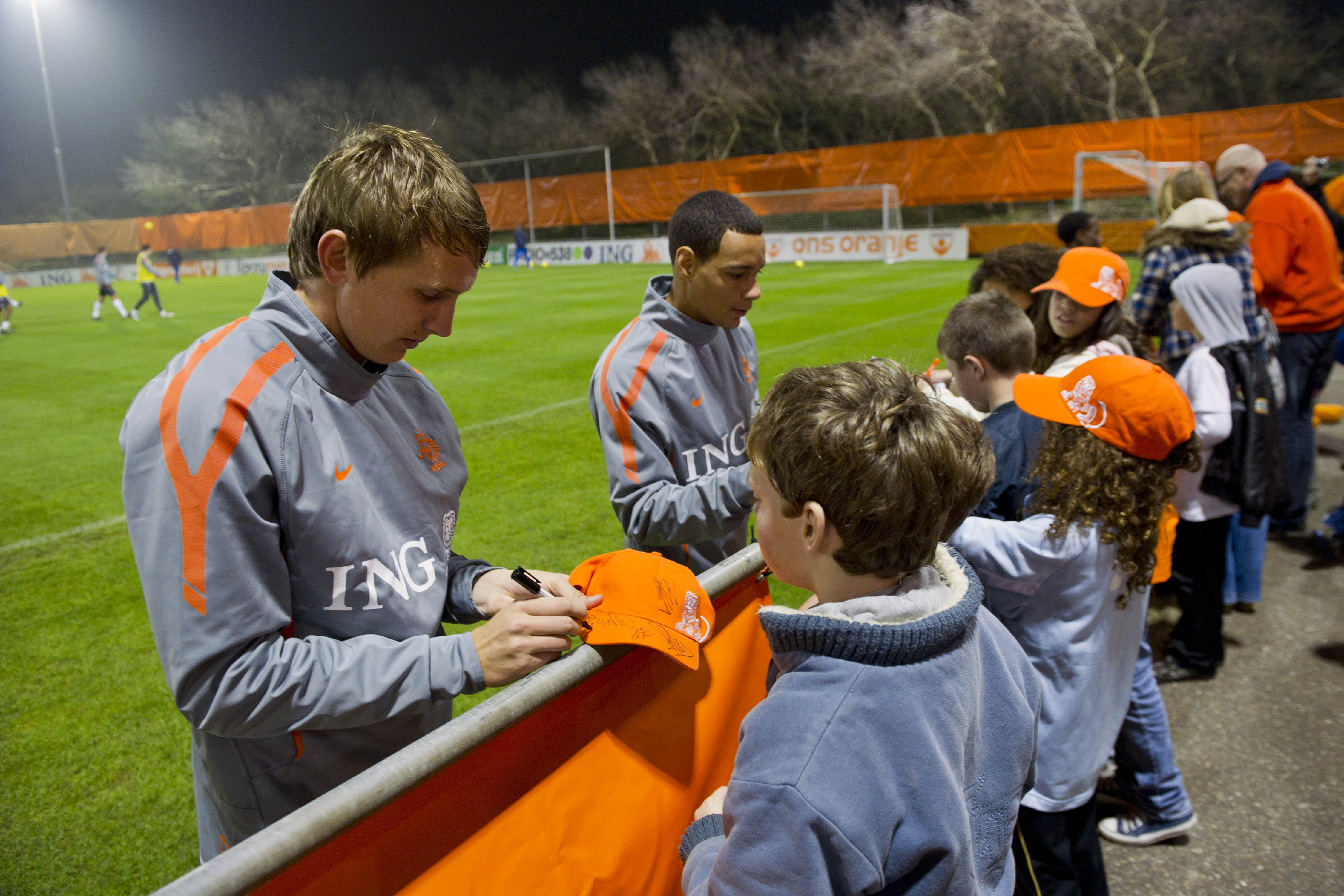
德容和隊友格雷戈里·范德維爾參加橙軍訓練，2011年

德容首次接到荷蘭國家足球隊成年隊的召集是在2011年2月9日荷蘭對奧地利的友誼賽上，並且在這場比賽途中替補德克·庫伊特，首次代表荷蘭出場。他首次為荷蘭隊進球是在2011年9月6日荷蘭2–0戰勝芬蘭的2012年歐洲國家盃外圍賽上。2012年5月7日，他被荷蘭隊主帥伯特·范馬爾維克選入2012年歐洲足球錦標賽荷蘭隊36人大名單。他也入選了荷蘭隊最終23人大名單，但並未出場。
2023年3月3日，德容正式宣布從國家隊退役。

## 數據

### 俱樂部數據
最後更新：2015年4月18日
| 俱樂部             | 年份     | 聯賽 | 聯賽 | 盃賽 | 盃賽 | 歐洲賽事 | 歐洲賽事 | 其他 | 其他 | 總計 | 總計 | 總計 |
| 俱樂部             | 年份     | 出場 | 進球 | 出場 | 進球 | 出場     | 進球     | 出場 | 進球 | 出場 | 進球 |      |
| ------------------ | -------- | ---- | ---- | ---- | ---- | -------- | -------- | ---- | ---- | ---- | ---- | ---- |
| 迪加史卓普         | 2008–09  | 14   | 2    | 2    | 0    | -        | -        | 3    | 1    | 19   | 3    |      |
| 迪加史卓普         | 總計     | 14   | 2    | 2    | 0    | –        | –        | 3    | 1    | 19   | 3    |      |
| 特温特             | 2009–10  | 12   | 2    | 4    | 4    | 4        | 1        | 0    | 0    | 20   | 7    |      |
| 特温特             | 2010–11  | 32   | 12   | 5    | 3    | 11       | 4        | 1    | 1    | 49   | 20   |      |
| 特温特             | 2011–12  | 32   | 25   | 3    | 2    | 14       | 5        | 5    | 0    | 50   | 32   |      |
| 特温特             | 總計     | 76   | 39   | 12   | 9    | 29       | 10       | 2    | 1    | 119  | 59   |      |
| 門興格拉德巴赫     | 2012–13  | 23   | 6    | 1    | 0    | 7        | 2        | -    | -    | 31   | 8    |      |
| 門興格拉德巴赫     | 2013–14  | 13   | 0    | 1    | 0    | -        | -        | -    | -    | 14   | 0    |      |
| 門興格拉德巴赫     | 總計     | 36   | 6    | 2    | 0    | 7        | 2        | -    | -    | 45   | 8    |      |
| 纽卡斯尔联（外借） | 2013–14  | 12   | 0    | 0    | 0    | -        | -        | -    | -    | 12   | 0    |      |
| PSV埃因霍温        | 2014–15  | 32   | 20   | 2    | 2    | 11       | 4        | -    | -    | 45   | 26   |      |
| 生涯總計           | 生涯總計 | 170  | 67   | 18   | 11   | 47       | 16       | 5    | 2    | 240  | 96   |      |

### 國家隊進球
| 進球 | 日期         | 場地                       | 對手 | 進球時比分 | 結果 | 比賽性質               |
| ---- | ------------ | -------------------------- | ---- | ---------- | ---- | ---------------------- |
| 1.   | 2011年9月6日 | 芬蘭赫爾辛基奧林匹克體育場 | 芬兰 | 2–0        | 2–0  | 2012年歐洲國家盃外圍賽 |

## 榮譽

### 俱樂部
特温特
- 荷蘭足球甲級聯賽： 2009–10
- 荷蘭盃: 2010–11
- 荷蘭超級盃: 2010，2011

PSV埃因霍温
- 荷蘭足球甲級聯賽： 2014–15，2015–16，2017–18，2024–25[32]
- 荷蘭超級盃: 2015，2016
- 荷蘭盃冠軍：2022–23

 塞維利亞
- 欧足联欧洲联赛冠軍：2019-20

### 個人
- 2010-11賽季特温特射手王和助攻王
- 2011-12賽季特温特射手王

## 外部連結
- Soccerway資料庫：呂克·德容